# 사상의학
사상의학(四象醫學, 영어: Sasang constitutional medicine, Sasang typology)은 동무(東武) 이제마가 창시한 체질의학론이다. 이제마는 그의 책 《동의수세보원》에서 종래의 견해에 비하여 현실적인 측면에서 독특한 '사상구조론'을 바탕으로 태양인(太陽人), 소양인(少陽人), 태음인(太陰人), 소음인(少陰人)의 네 가지 체질을 설정하여 각기 체질에 따라 성격, 심리상태, 내장의 기능과 이에 따른 병리, 생리, 약리, 양생법과 음식의 성분까지 분류한다. 체질에 따라 내장의 대소 허실이 결정되어 있으며, 사람은 생리적으로 이 네 체형의 범주에서 벗어날 수 없다고 간주한다.

## 철학적 의의
『동의보감』으로 대표되는 기존 한의학은 '자연 vs 사람'의 관계를 다룬다면, 사상의학은 '사람 vs 사람' 혹은 한 사람의 '정신 내면의 편차'에 초점을 맞춘다. 『동의보감』이 도교적 자연조화 사상이라면, 사상의학은 유교적인 심신 수양론이 한의학과 융합된 것이다.
사상의학은 소모적 철학논쟁에 그치지 않고 이를 인체의 생리와 병리, 진단, 약물 처방에 이르기까지 일이관지한다. 이것이 바로 사상의학이자 동시에 사상철학이라 할 수 있다. 특히 한국인의 정서와 긴밀한 유교철학에 바탕을 두고 있어 한국인 고유의 문화적·정신적 갈등에 대한 이해와, 대안 제시의 측면에서 의의를 갖는다.

## 과학적 방법으로의 접근
일각에서는 사상의학의 과학적 근거에 대하여 의문을 제기하기도 한다. 철학적 이론과 접목된 사상의학의 체질 구분이 정확한 지, 왜 체질이 나뉘는 지, 왜 체질마다 다른 효과가 나는 지 등에 대하여 과학적 방법에 의거한 검증이 이루어지지 않았다는 것이다. 한의계 내부에서도 사람을 정확히 네 분류로 분류할 수는 없으며, 사상의학 방식의 네 가지 체질분류법은 이제마 개인의 의견일 뿐이라고 보는 시각이 많다.
이에 한의학계는 90년대부터 사상의학을 과학적 방법에 의거하여 검증하고자 다양한 시도를 하였으며, 2006년에는 사상의학의 과학화를 위하여 대한민국 정부가 10년 간 매년 100억 원 씩, 총 1000억 원을 지원하는 이제마 프로젝트를 출범시키기도 하였다. 2015년 기준으로 이제마 프로젝트는 사상체질의 진단을 위한 진단기계 개발, 진단 정확도 개선 등의 성과를 내었다고 발표했다.
하지만 여러 연구가 진행되었음에도 2015년까지 임상적으로 정확하다고 볼만한 체질구분 기준은 발견되지 않았으며, 사상의학의 타당성을 입증할만한 성과를 내지는 못한 상태이다.

## 사상의학에서의 체질 분류

### 태양인
태양인(太陽人)은 폐가 크고 간이 작다. 이로 인해 태양인은 간이 가장 허약한 체질이다. 간의 정서가 분노인데, 발산적인 양적 기질과 합쳐지면 별것 아닌 일에도 화를 낼 때가 많다. 말을 돌려서 표현하기 보다는 직선적이고 공격적으로 표현하는 경향이 강하다.
태양인은 '인의례지'라는 사단 중에 '인'을 우월기능으로, '예'를 열등기능으로 타고 난 체질이다. 우월 기능인 '인'의 속성으로 자연의 흐름을 파악 하는 직관력에 탁월한 재주가 있다. 모든 사람에게 두루 도움이 되는 어진 마음을 중시 한다. 그래서 처음 만난 사람도 공정하게 대하며 혈연, 지연 등으로 편을 나누는 것을 싫어하는 강직한 품성이다. 욱하는 성격, 공격적 성격이 있다. 지위나 신분에 관계 없이 두루 사귀며 권력이나 재력이 없어도 특별히 차별 하지 않고 공평하게 대하는 것을 좋아 한다. 창의력 뛰어 난 사람이 많다. 단, 체질에 비해 수가 적다(3‱∼10‱<0.03%∼0.1%>).

### 태음인
태음인(太陰人)은 간이 크고 폐가 작다. 태음인은 키가 크며 대부분 살이 많이 쪘다. 태음인의 성격은 끈기 있고 과묵한 성격이다. 그래서 일이 주어지면 무슨 일이 있어도 포기 하지 않는다. 그러한 성격 때문에 노름에 잘 빠져 든다.
태음인은 사단 중에서 '예'를 우월기능으로, '인'을 열등기능으로 타고 난 체질이다. 우월 기능인 '예'의 속성은 겪은 과거를 세세하게 잘 기억 하며 당연한 도리나 예의를 중시 하게 된다. 꾸준히 반복하는 일을 잘 하는 반면, 새로운 것을 판단 하는 직관기능은 취약하다.

### 소양인
소양인(少陽人)은 비장이 크고 신장이 작은 체질이다. 소양인은 얼굴형이 역삼각형이고, 눈썹이 고우며 눈빛이 강렬하다. 성격은 순간순간의 자신의 감정에 충실하다. 소양인은 피부가 하얗다. 소양인도 소음인처럼 마른 사람이 많다.
소양인은 인의례지 사단 중에서 '의'의 속성을 우월기능으로, '지'의 속성을 열등기능으로 타고 난 체질이다. 다른 사람의 기분을 파악 하는 감정 기능은 발달 하나, 혼자 궁리 하고 몰입 하여 보는 사고 기능은 취약하다.

### 소음인
소음인(少陰人)은 신장이 크고 비장이 작은 체질이다. 소음인은 키가 작고 날씬한 사람이 많으며, 위장이 약해 소화기 질환에 많이 걸린다. 소음인이 걸리는 병 중에는 신경성 질환도 있다. 소음인은 공동체 생활을 싫어하고 내성적이며 수줍음이 많다. 그리고 소음인의 체형은 하체가 많이 발달해서 골반이 넓다. 소음인은 걸을 때 구부정하게 숙이고 걷는다. 얼굴은 달걀형의 미녀·미남이 많다. 채식을 좋아 하는 사람이 많다.
소음인은 '인의예지' 사단 중에 '지'를 우월한 기능으로, '의'를 열등한 기능으로 타고 난 체질이다. 이로 인해 소음인은 우월기능인 '지'의 속성으로 직접 경험해 보지 않은 것도 논리적으로 추론하여 결론을 얻는 사고능력이 뛰어나다.

## 같이 보기
- 팔체질의학
- 이제마